# Tatu (Limeira)
Tatu é um povoado (núcleo urbano) e foi um distrito do município brasileiro de Limeira, que integra a Região Metropolitana de Piracicaba, no interior do estado de São Paulo.

## História

### Origem
O bairro surgiu às margens do Ribeirão Tatu como uma colônia da Fazenda Tatu, pertencente ao Capitão Luís Manuel da Cunha Bastos, fundador da cidade de Limeira, e cujo casarão sede da antiga fazenda fica a um quilômetro do centro do bairro. Após a morte do capitão em 1835, as terras foram vendidas e divididas em várias fazendas e sítios.

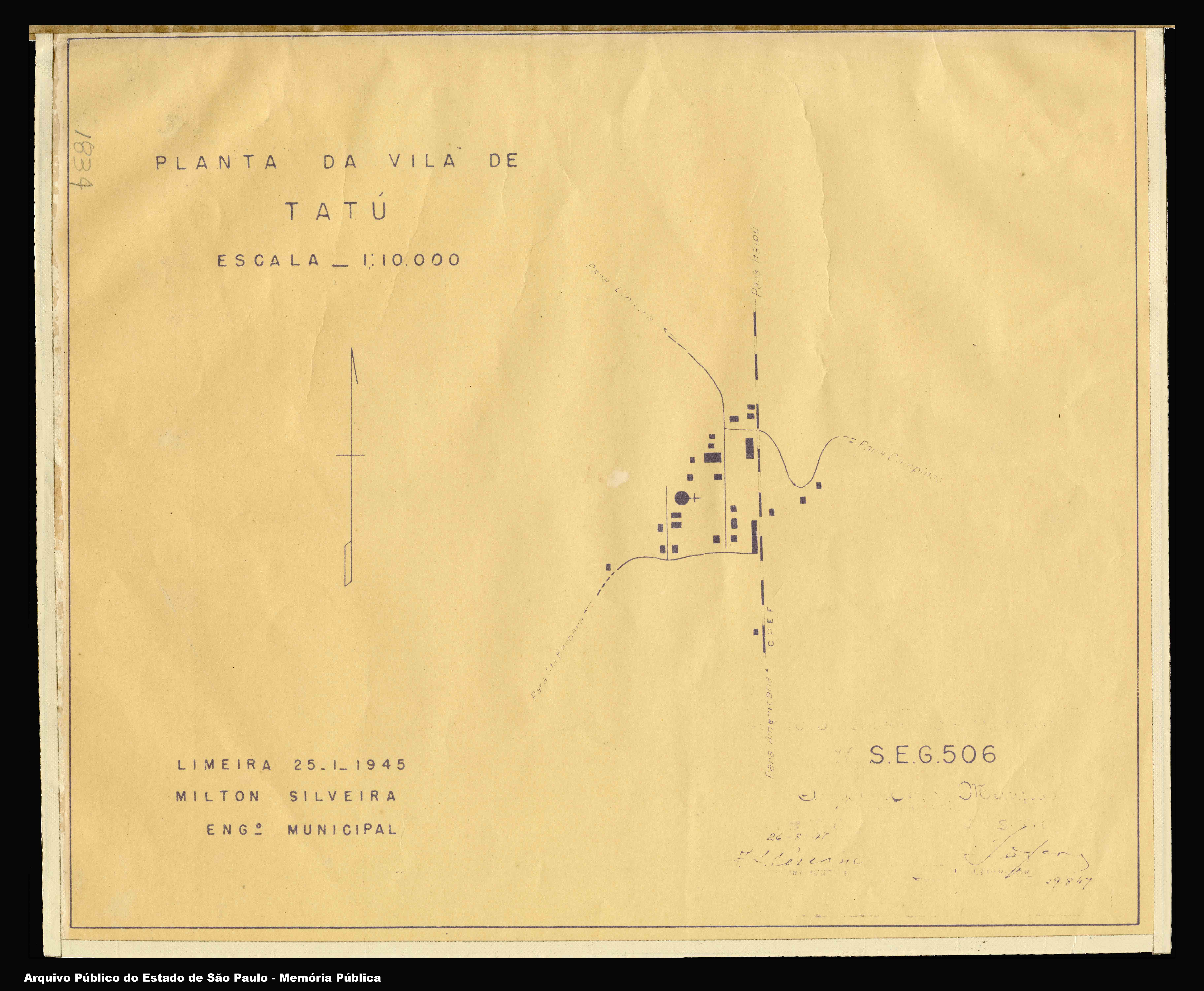
Planta da área urbana original.

Em 30 de junho de 1876 foi inaugurada pela Companhia Paulista de Estradas de Ferro a estação ferroviária de Tatu. A estação tinha, após a eletrificação da linha em 1920, uma subestação perto dela, sendo portanto ponto estratégico para a Paulista.

### Formação administrativa
- O distrito de Tatu foi criado com sede no povoado do mesmo nome e com terras desmembradas do distrito da sede do município de Limeira, pelo Decreto-Lei nº 14.334, de 30 de novembro de 1944[5].
- Foi extinto pela Lei nº 2.456 de 30 de dezembro de 1953, passando o seu território a integrar o distrito da sede do município[6][7].

## Geografia

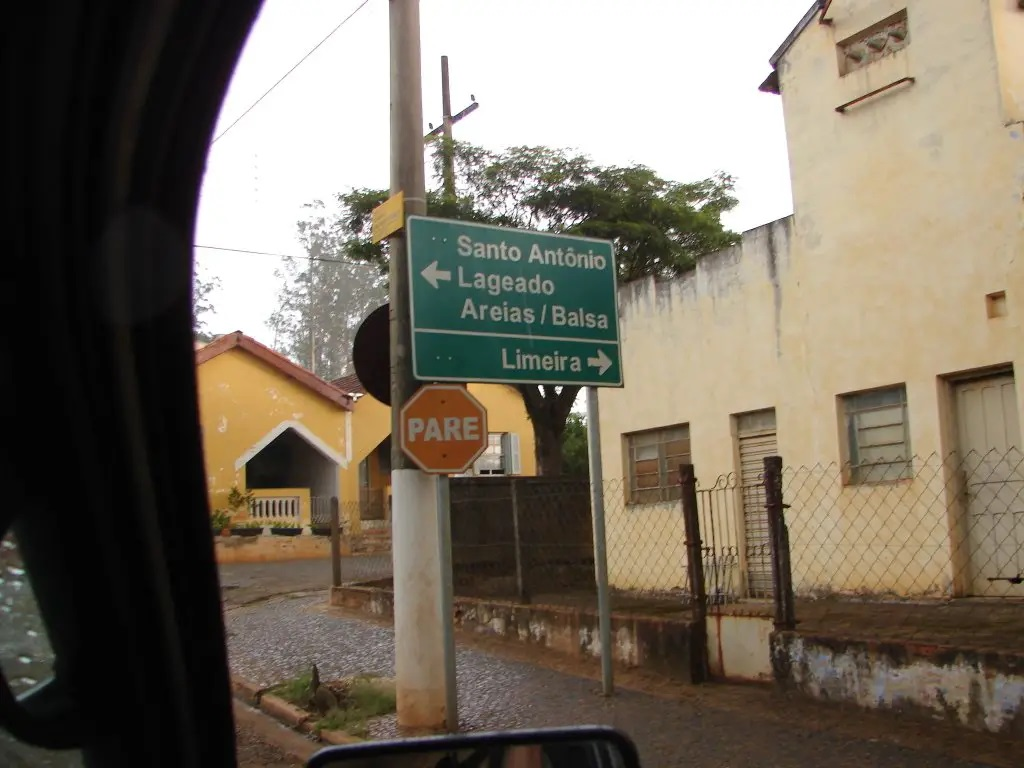
Entrada do bairro.

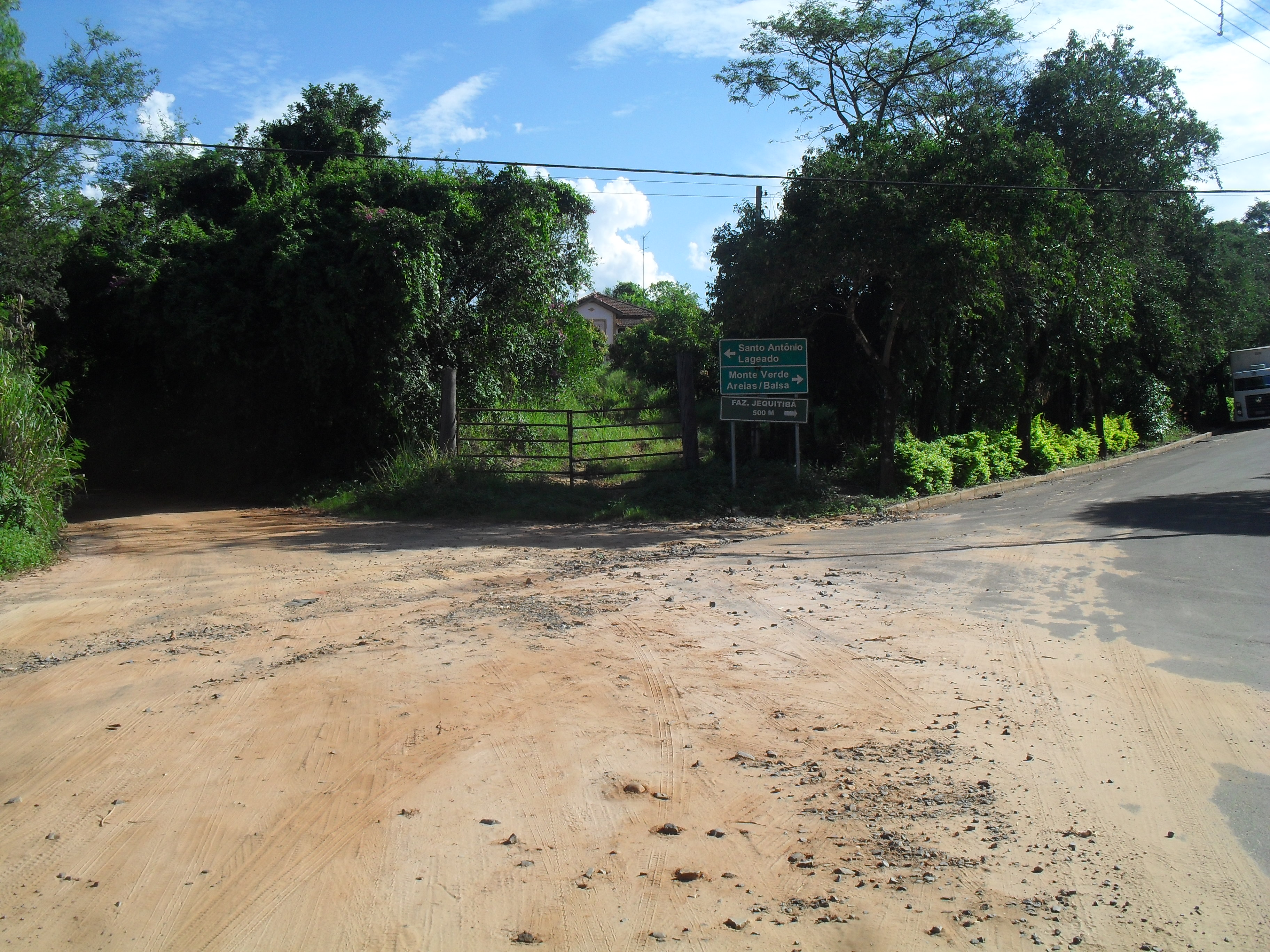
Acesso para os bairros rurais na divisa de Americana.

### Área urbana
No Censo 2022 (IBGE) Tatu era classificado pelo IBGE como povoado (núcleo urbano), com um total de 59 domicílios.

### Demografia

#### População urbana
| Crescimento população urbana | Crescimento população urbana | Crescimento população urbana | Crescimento população urbana |
| Censo                        | Pop.                         |                              | %±                           |
| ---------------------------- | ---------------------------- | ---------------------------- | ---------------------------- |
| 1950                         | 149                          |                              | —                            |
| 1991                         | 207                          |                              | —                            |
| 2000                         | 201                          |                              | −2,9%                        |
| 2010                         | 161                          |                              | −19,9%                       |
| 2022                         | 140                          |                              | −13,0%                       |
| Fonte: IBGE e Fundação SEADE |                              |                              |                              |

#### População total
Pelo Censo de 1950, o único no qual o bairro do Tatu era distrito, a população total era de 2 589 habitantes.

### Rodovias

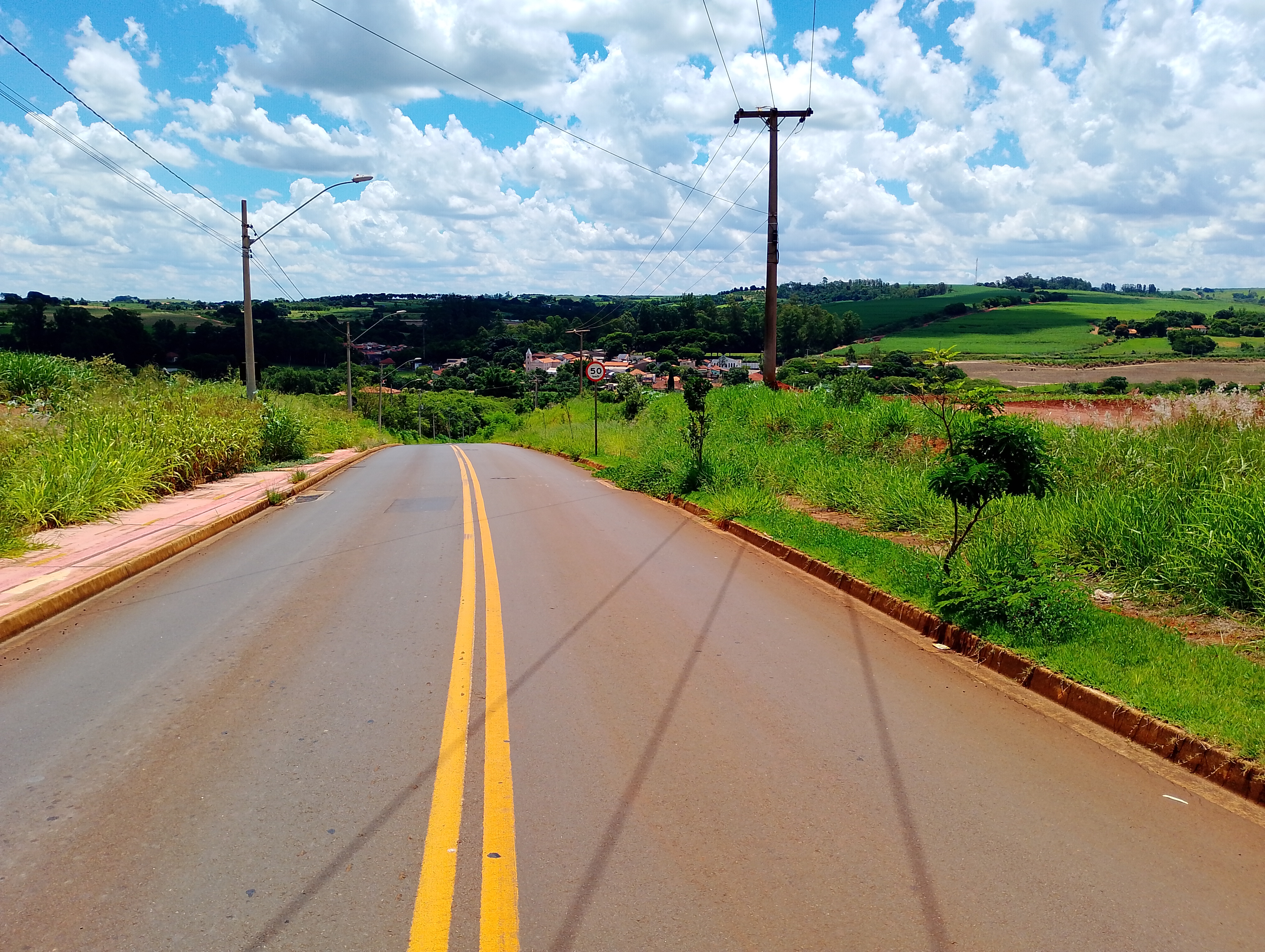
Vista do Bairro Tatu.

O bairro é afastado do centro da cidade, com acesso pela Via Jurandyr da Paixão de Campos Freire (antiga via Tatuibi). Também possui acesso direto à Rodovia Anhanguera (SP-330) através de estrada vicinal.

### Ferrovias

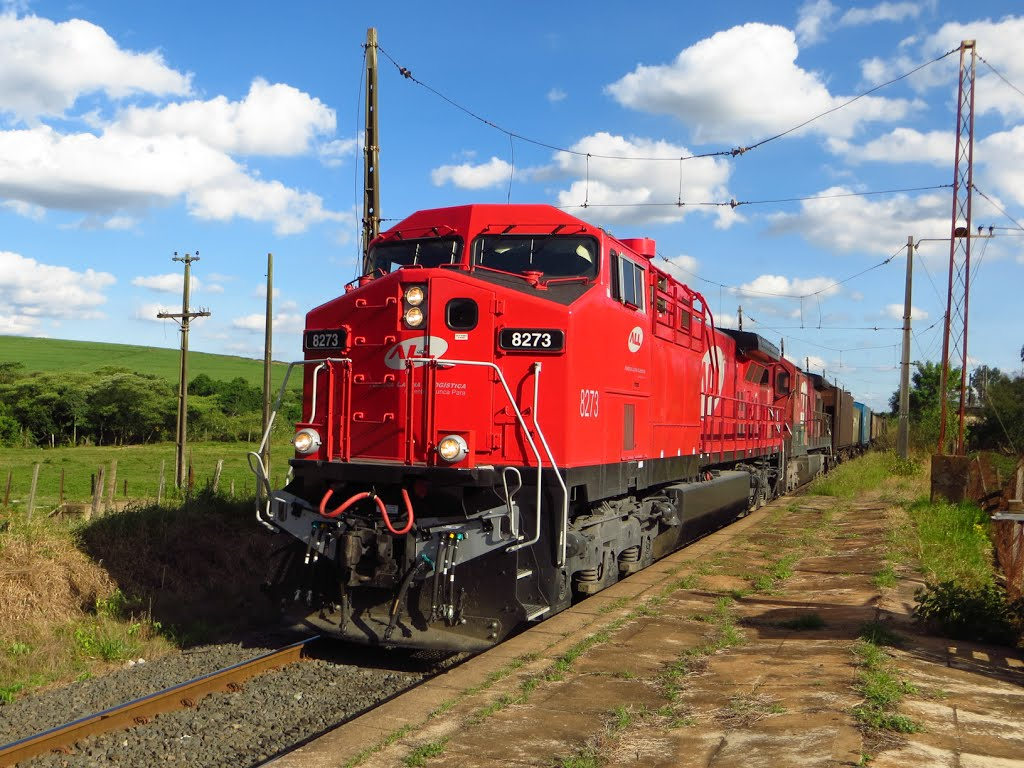
Composição passando pela estação.

Pátio Tatu (ZTT) da Linha Tronco (Companhia Paulista de Estradas de Ferro), sendo a ferrovia operada atualmente pela Rumo Malha Paulista.

### Hidrografia
- Ribeirão do Tatu, afluente do Rio Piracicaba[14].

## Serviços públicos

### Registro civil
Atualmente é feito na sede do município, pois o Cartório de Registro Civil das Pessoas Naturais foi extinto pela Lei nº 2.456 de 30 de dezembro de 1953 e seu acervo foi recolhido ao cartório do distrito sede.

### Saneamento
O serviço de abastecimento de água é feito pela BRK Ambiental - Limeira (BRK).

### Energia
A responsável pelo abastecimento de energia elétrica é a Neoenergia Elektro, antiga CESP.

## Atrações turísticas

### Casarão do Bairro do Tatu

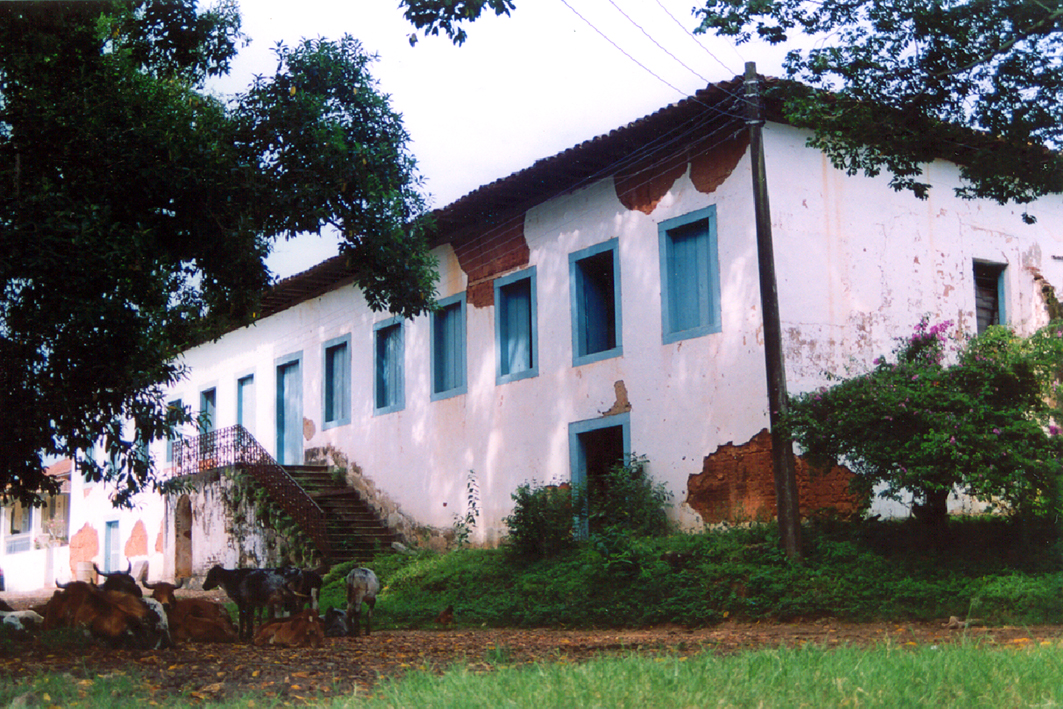
Casarão da Fazenda Tatu.

Datado da década de 1820, o Casarão do Bairro do Tatu, que foi a sede da antiga Fazenda Tatu, tem cerca de 200 anos de construção, sendo o prédio mais antigo de Limeira. A casa, retangular e com as paredes externas feitas em taipa de pilão e as internas em pau a pique, atribuiu grande importância histórica ao imóvel.

### Complexo Horto Florestal
Com aproximadamente 300 alqueires, o Horto Florestal André Franco Montoro foi inaugurado em 1984, quando a Prefeitura de Limeira tomou posse da área até então abandonada e que pertencia à Fepasa - Ferrovia Paulista. Fazem parte do complexo o Motódromo, o Kartódromo, a Pista de Aeromodelismo e o Zoológico Municipal.

### Festa italiana
O bairro recebe anualmente edições de uma festa cultural italiana, realizada por meio de uma parceria entre os moradores da comunidade e a Prefeitura de Limeira.

## Religião
O Cristianismo se faz presente no bairro da seguinte forma:

### Igreja Católica

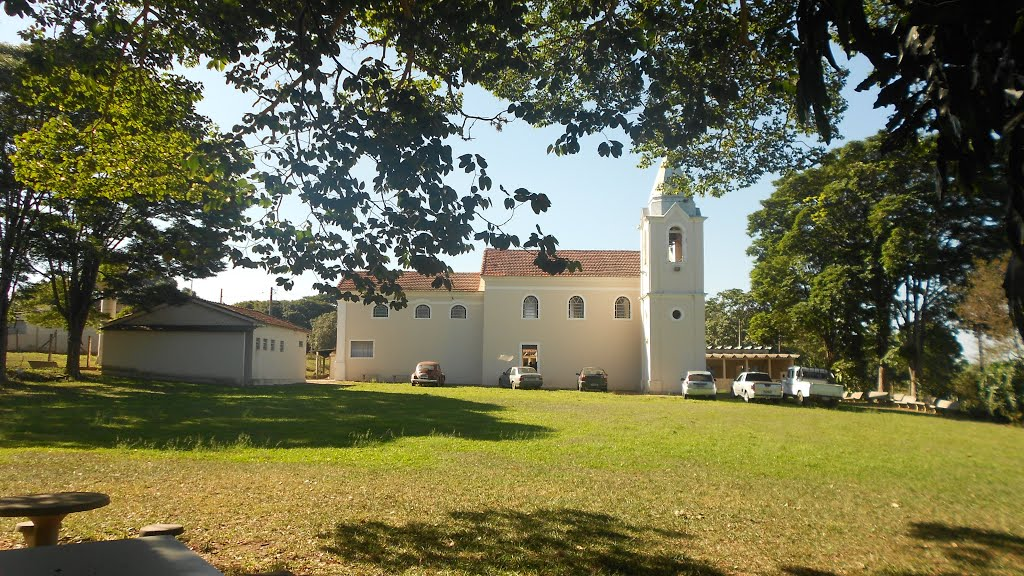
Igreja.

- Igreja de São Sebastião - faz parte da Diocese de Limeira[23].

### Igrejas Evangélicas
- Assembleia de Deus - O bairro possui congregação da Assembleia de Deus Ministério do Belém, vinculada ao Campo de Limeira. Por essa igreja, através de um início simples, mas sob a benção de Deus, a mensagem pentecostal chegou ao Brasil. Esta mensagem originada nos céus alcançou milhares de pessoas em todo o país, fazendo da Assembleia de Deus a maior igreja evangélica do Brasil[24].

- Congregação Cristã no Brasil[25].